# Тетовци
Тетовци или тетовчани (единствено число тетовец/тетовка, тетовчанец/тетовчанка, на албански: tetovarë, тетоваръ, единствено число tetovar, тетовар) са жителите на град Тетово, Северна Македония. Това е списък на най-известните от тях.

## Родени в Тетово
А — Б — В — Г — Д —
Е — Ж — З — И — Й —
К — Л — М — Н — О —
П — Р — С — Т — У —
Ф — Х — Ц — Ч — Ш —
Щ — Ю — Я

### А
- Абдулади Вейсели (1964 – ), политик от Северна Македония, депутат и председател на ПДП
- Аверкий Тетовски, български духовник и общественик
- Айше Селмани (1973 – ), политик от Северна Македония, депутат от ДСИ
- Алайдин Абази, албански македонски учен, ректор на Университета на Югоизточна Европа
- Алайдин Демири (р. 1954), политик от Северна Македония, кмет на Тетово
- Александър Михов, български революционер от ВМОРО, четник на Боби Стойчев[1]
- Александър (Сане) Христов Гуле, деец на ВМОРО[2]
- Ангел (Аце) Ацов, български революционер, деец на ВМОРО[3]
- Ангя Костовска Сичанка, деятелка на ВМОРО[2]
- Антонио Милошоски (1976 – ), политик от Северна Македония
- Арбен Джафери (1948 – ), политик от Северна Македония
- Арлинд Зекири (1983 – ), политик от Северна Македония
- Арта Точи (1962 – ), политик от Северна Македония
- Атанасий Деспотов, свещеник в Тетово, спомоществовател на „Священное и божеств. евангелие“ на Павел Божигробски (1858)[4]
- Атанас Попов, деец на ВМОРО,[2] четник на Симеон Молеров[5][6]
- Аце Ацев, деец на ВМОРО[2]

### Б
- Бардул Махмути (р. 1960), политик от Северна Македония
- Бардул Даути (р. 1982), политик от Северна Македония
- Блага Алексова (1922 – 2007), археолог и академик от Северна Македония
- Блаже Кондураджия, деец на ВМОРО[2]
- Блаже Тръпков Смилковски, български революционер от ВМОРО, четник на Георги Тодоров[7]
- Блерим Джемали (р. 1986), швейцарски футболист
- Борис Манов Заков (1919 – 1944), български партизанин, ятак[8]
- Борис Стоянов Андрейчин (? – 31 януари 1928), български юрист, адвокат, убит от сръбските власти за пробългарска дейност[9]
- Борка Аврамова (1924 – 1993), скулптор от Северна Македония
- Бошко Гюровски (р. 1961), футболист и треньор от Северна Македония
- Бранко Гапо (1931 – 2008), режисьор от Северна Македония

### В
- Васа Богоевич (1860 – 1939), югославски политик
- Васил Спиридонов, български революционер от ВМОРО, четник на Йордан Спасов[10]
- Васка Евгова, деятелка на ВМОРО[2]
- Васко Гюрчиновски (р. 1970), генерал от Северна Македония
- Верица Пендиловска (р. 1973), певица от Северна Македония
- Владимир Кандикян (р. 1956), юрист от Северна Македония
- Виктор Ачимович (1915 – 1987), югославски журналист, филмов оператор и деец на НОВМ

### Г
- Гаврил Геров Чанаков, български революционер от ВМОРО[11]
- Гавро Веселинов (Веселинович) Фукара, сърбоманин, преминал нелегално в Сърбия в 1904 година, върнал се с четата на Коста Пекянец, след това четник на Георги Скопянчето, участвал в сражения с турците в Скопска Църна гора[5]
- Гавро Лавчанец, деец на ВМОРО[2]
- Гаюр Дерала (? – 1943), албански революционер от Бали Комбътар
- Гено Стефанов, български учител в родния си град между 1870 – 1873 година[12]
- Георги Чанков Чанак, деец на ВМОРО[2]
- Георги Чомаков, български революционер от ВМОРО, четник на Лука Джеров[13]
- Гиго Перац, деец на ВМОРО[2]
- Гиго (Гого) Иванов (Йованов) Капакуш (Кайкуш), български революционер, деец на ВМОРО[3][2]
- Гоце Гавровски, деец на ВМОРО[2]
- Григор Михайлов (Глигор Михайлов), деец на ВМОРО[2]
- Глигорие Гоговски (1945 – ), политик от СР Македония
- Григор Арнаутчето (1874 – 1901), четник при Мирче Ацев, загинал в Уланци[14][15]
- Григор Хаджисерафимов (1845 – ?), български общественик
- Гоце Стойчевски (1919 – 1944), югославски партизанин
- Гьоре Дембов, деец на ВМОРО[2]
- Гьоре Жеровяне, деец на ВМОРО[2]

### Д
- Даил Дабевски, български рволюционер, деец на ВМОРО[2]
- Дарко Димитриевски (р. 1970), северномакедонски политик, депутат от ВМРО-ДПМНЕ
- Джемали Мехази (р. 1965), северномакедонски политик, министър
- Джелил Байрами (р. 1973), северномакедонски политик, министър
- Джевдет Хайредини (р. 1939), северномакедонски политик, министър
- Диме Саров, свещеник и деец на ВМОРО[2]
- Димитрие Савески (р. 1923), югославски партизанин, политически офицер, генерал-майор
- Димитър Хаджидимитров, български рволюционер, деец на ВМОРО,[2] четник на Михаил Чаков[5]
- Димо Гавровски (1921 – 1944), югославски партизанин и деец на НОВМ
- Димо Георгиев Димитриевски, български рволюционер, деец на ВМОРО[2]

### Е
- Едмонд Адеми (1975 – ), политик от Северна Македония, министър
- Ернад Фейзулаху (1966 – ), политик от Северна Македония, министър
- Ефка Мишевска, деятелка на ВМОРО[2]
- Ецо Ангелковски – Гуша, деец на ВМОРО[2]

### Ж
- Живко Серафимовски – Аджия (1928 – 2012), български писател и общественик
- Живко Брайковски (1917 – 1963), югославски партизанин

### З
- Зако Наумчевски, деец на ВМОРО[2]

### И
- Иван Добридолски, деец на ВМОРО[2]
- Иван Селе, деец на ВМОРО[2]
- Ивица Антески (р. 1976), писател от Северна Македония
- Илирян Бекири (р. 1968), политик от Северна Македония, министър
- Илия Антевски (1919 – 1943), югославски партизанин и деец на НОВМ
- Илия Бисмарк, деец на ВМОРО[2]
- Илия Боев, деец на ВМОРО,[2] четник на Иван Наумов Алябака[5][16]
- Илия Кензов, деец на ВМОРО[2]
- Илия (Ильо) С. Кикищ (Кикиш) (? – 1903), български революционер, деец на ВМОРО,[3][2] загинал при Дреново през Илинденското въстание[15]
- Илия Тетовчето (? – 1904), български революционер, велешки войвода на ВМОРО

### Й
- Йеротей Гаврилович (1873 – 1946), сръбски духовник
- Йован Буне, деец на ВМОРО[2]
- Йован Дамяновски (р. 1946), писател от Северна Македония
- Йован Йовановски, деец на ВМОРО[2]
- Йован Йосифовски (р. 1948), юрист от Северна Македония
- Йован Мишковски Джира, деец на ВМОРО[2]
- Йован Павловски (р. 1937), писател от Северна Македония
- Йон Исая (1915 – 1993), актьор от Северна Македония

### К
- Ката Йовановска, деятелка на ВМОРО[2]
- Кирко К., деец на ВМОРО[2]
- Коста Николов, войвода в Кресненско-Разложкото въстание
- Коце Дафинков Блажевски, деец на ВМОРО,[2] комита в четатата на Христо Чернопеев, сражавал се през Илинденското въстание Брезово и Дреново и в четатата на Коста Попето, с която участвал в борбите в Кочанско и Гевгелийско[15]
- Коце Зафиров, български революционер от ВМОРО, четник на Атанас Албански[17][18]
- Круме Наумовски (1914 – 1995), югославски партизанин и политик от Социалистическа Република Македония
- Кръсто Янков, български революционер от ВМОРО, четник на Кочо Цонков[19]
- Кочо Тулевски (1921 – 1995), политик от Социалистическа република Македония
- Кузман Филиповски, деец на ВМОРО,[2] участвал в Илинденското въстание[15]

### Л
- Лазар (Лазо) Саров, деец на ВМОРО[2]
- Лазар Серафимов, български просветен деец и революционер
- Лина Гьорческа (р. 1994), тенисистка от Северна Македония
- Любица Станковска (р. 1943), лингвистка от Северна Македония
- Любиша Блажевски (р. 1981), български лекар и политик

### М
- Мара Бунева (1902 – 1928), българска революционерка и национална героиня
- Матей Геров (1871 – 1918), български просветен деец и революционер
- Мендух Тачи (1965 – ), политик от Северна Македония, депутат от ДПА
- Менсур Идризи (1983 – ), албански футболист
- Методия Михайлов Пандиловски, деец на ВМОРО[2]
- Милан Йосифовски – Крал, деец на ВМОРО[2]
- Милан Константинов, деец на ВМОРО[2]
- Милан Симеонов, български революционер от ВМОРО, четник на Петър Георгиев,[20][2] загинал в сражението при Цер[5]
- Милко Гюровски (1963 – ), футболист и треньор от Северна Македония
- Мирко Видоески (р. 1957), художник и писател от Северна Македония
- Мисайле Константинович, деец на ВМОРО[2]
- Михаил Мартинов (? – 1924), български духовник
- Михаил Младенов (? – 1906), български революционер и деец на ВМОРО
- Михаил Момчев (1885 – ?), завършил икономика и финанси в Брюксел в 1907 година[21]
- Младен Дальов (1847 – ?), български общественик
- Младен Келимов Кондураджиев, деец на ВМОРО[2]
- Младен Марьош, деец на ВМОРО[2]
- Младен Мишев, български революционер,[2] комита в Тетовско, Кичевско и Скопско[15]
- Младен Якимов Григоров (1877 – 1935), български лекар, завършил в 1905 година Университета на Монпелие[22], полкови лекар през Първата световна война награден с орден „За военна заслуга“, V степен.[23]

### Н
- Насер Нуредини (р. 1979), македонски политик и министър на околната среда и пространственото планиране
- Насто Илиев (1837 – ?), български общественик
- Наум Иванов, български учител в Тетово между 1848 – 1860 година, спомоществовател за „Житие св. Григория Омиритскаго“, преведено от Аверкий Попстоянов през 1852 година[24]
- Наце (Анастас) Неофитов (1874 – ?), български революционер и учител
- Наце Улов, деец на ВМОРО[2]
- Нехат Бечири (р. 1967), творец от Северна Македония
- Никодим Спасов, български учител в родния си град между 1836 – 1837 година, спомоществовател за „Священное и божеств. евангелие“ на Павел Божигробски (1858)[25]
- Никола Бунев, български революционер и общественик
- Никола Герасимов, български лекар, завършил медицина в Нанси в 1900 г.[22]
- Никола Павлов (1903 – 1945), български революционер, деец на ММТРО
- Нурхан Изаири (р. 1961), македонски политик и министър на околната среда и пространственото планиране

### О
- Олга Милосавлева (1934 – 1997), балерина и хореографка от Северна Македония

### П
- Павле Кузмановски (р. 1939), художник от Северна Македония
- Павлина Апостолова (р. 1927), оперна певица от Северна Македония
- Пано Йованов Ананиев, деец на ВМОРО[2] четник на Христо Чернопеев, загинал при Винище[5]
- Панайот Неофитов Богданов (? – 1918), български военен деец, подпоручик, загинал през Първата световна война[26]
- Пано Ильов Чадия (? – 1903), деец на ВМОРО,[2] загинал през Илинденското въстание при отбраната на Крушево[15]
- Петре Топал, деец на ВМОРО[2]
- Петре Шуко, деец на ВМОРО[2]
- Петруш Ефросимовски, деец на ВМОРО[2]
- Петър Арнаудов, търговец на жито, баща на професор Михаил Арнаудов
- Петър Здравев (1883 – 1960), български лекар и общественик
- Петър Станков (1873 – ?), български адвокат и общественик
- Петър Тофович (1920 – 1990), лекар
- Пецо Алексов Белич, деец на ВМОРО[2]
- Премче Пандиловски, деец на ВМОРО,[2] санданист, поставил бомба със закъснител в кумановската гара, за което е заловен и осъден от турските власти[15]

### Р
- Реджеп Юсуфи (? – 1943), албански революционер от Бали Комбътар
- Ружди Матоши (1970 – ), политик от Северна Македония, депутат от ДПА
- Румена Мишковска Комитка, деятелка на ВМОРО[2]

### С
- Сава Протич (1844 – 1920), сръбски духовник
- Сабри Калканделен (1862 – 1943), турски поет
- Санда Цветановска, деятелка на ВМОРО[2]
- Сане Гичевски Гечо, деец на ВМОРО[2]
- Серафим Петров Хаджинаумов, български общественик, деец в борбата за независима българска църква, убит от сърби[27], баща на Григор Хаджисерафимов
- Стевица Кузмановски (р. 1962), северномакедонски футболен треньор
- Симеон Мисов (1870 – 1940), български революционер
- Симеон (Симо) Петров Йовановски Комита, деец на ВМОРО,[2] участвал в отбраната на Крушево през Илинденското въстание[15]
- Симеон Петров, български революционер от ВМОРО, четник на Иван Наумов Алябака[28]
- Симеон Тетовчето,[2] комита в четата на Сарафов в Кочанско, където и загива[15]
- Симо Йончев, български учител в родния си град между 1838 – 1852 година[29]
- Симеон Тулов, български общественик
- Симеон (Симо) Спасенов, деец на ВМОРО,[2] четник на Георги Тодоров[15]
- Славка Животич (1908 – 1953), югославска актриса
- Славка Фиданова (р. 1920), югославска партизанка, университетски професор от Социалистическа Северна Македония
- Софроний Хаджитодоров, деец на ВМОРО[2]
- Стефан Лешво, деец на ВМОРО[2]
- Стефче Поплазов, деец на ВМОРО[2]
- Стоимир Урошевич (р. 1960), северномакедонски футболист
- Спасо Н., деец на ВМОРО[2]
- Спиро Николовски, деец на ВМОРО[2]
- Спиро Нолев, български революционер от ВМОРО, четник на Георги Тодоров,[30] македоно-одрински опълченец
- Спиро Пехливан (? – 1904), сърбоманин, четник на Ангелко Алексов, загинал в сражение с османците на планината Краста[31]
- Спиро Тръпчев Петковски, деец на ВМОРО,[2] четник на Йордан Пиперката[15] и Никола Андреев[5]
- Спиро Хаджикръстов, деец на ВМОРО[2]
- Стойко Тасевски, деец на ВМОРО[2]

### Т
- Тахир Кадриу (1938 – ), политик от Социалистическа република Македония,
- Таяр Тетова, албански хайдутин
- Теута Арифи (1969 – ), политик от Северна Македония, депутат от ДСИ, професор
- Тимосия Н., деец на ВМОРО[2]
- Тодор Геров (1885 – 1956), български революционер, деец на ВМОРО
- Тодор Геров Чанаков, български революционер от ВМОРО, четник на Гоце Делчев, след това на Аргир Манасиев, загинал в сражение[32]
- Тодор Скаловски (1909 – 2004), изтъкнат композитор и диригент от Северна Македония
- Тодор Стефанов, деец на ВМОРО, четник на Васил Аджаларски[5][33]
- Тодор Тетовчето (? – 1901), деец на ВМОРО,[2] четник при Андон Кьосето, сражавал се в Прилепско и Велешко, след това четник в четата на Михаил Попето, загинал при Сборско[15][34]
- Тодор Циповски (1920 – 1944), югославски партизанин
- Тодор Яковов (1881 – 1938), български революционер от ВМОРО
- Тома Прендов (1897 – ), български офицер и деец на ВМРО
- Томо Гавровски Ла, деец на ВМОРО[2]
- Томо Смилковски, деец на ВМОРО[2]
- Томо Софрониевски (1920 – 2007), югославски партизанин и деец на НОВМ
- Трайче Йованов Цветановски Байрактар, деец на ВМОРО[2]
- Трифун Пандиловски, деец на ВМОРО[2]
- Търпе Костов Алтиколач, деец на ВМОРО[2]

### Ф
- Фаница Николоска (1978 – ), политик от Северна Македония
- Фатмир Бесими (1975 – ), финансист от Северна Македония
- Филимена Димитрова Иванова (18 март 1916 – ?), завършила в 1942 година немска филология в Софийския университет[35]

### Х
- Хазби Лика (р. 1972), вицепремиер на Северна Македония, отговарящ за Охридския рамков договор
- Хайрула Фишек (1885 – 1975), турски и османски генерал
- Халил Демирджиоглу (1905 – 1972), турски учен, историк и археолог
- Христо Аврамов, български революционер, Ботев четник
- Христо Геров Чанаков, български революционер от ВМОРО, четник на Боби Стойчев[32]
- Христо Дембов, деец на ВМОРО[2]
- Христо Иванов Калкандели, български революционер, Ботев четник, юрист[36]
- Хлисто Йованов, деец на ВМОРО[2]
- Христо Костов Сичан, деец на ВМОРО[2]
- Христо А. Кръстев (1886 – ?), български учител, директор на Първа софийска мъжка гимназия[37]
- Христо Чулков, български учител в килийното училище в родния си град през 1832 година, учил в Дебърския манастир[38]
- Хусни Исмаили (р. 1963), северномакедонски политик

### Я
- Яков Сазданов, български свещеник и учител в Тетово (1836 – 1837)[39]

### Опълченци от Тетово
- Антон Димитриев, V опълченска дружина, умрял в Ниш на 17 август 1877 г.[40]
- Апостол Афанасиев, IV опълченска дружина, умрял преди 1918 г.[41]
- Бойко Здравев, I опълченска дружина, умрял преди 1918 г.[42]
- Димитър Симеонов, III опълченска дружина, умрял преди 1918 г.[41]
- Зафир Стоянов (1843 или 1846 – ?), доброволец в Сръбско-турската война от 1876 година, на 28 април 1877 година постъпва във II рота на I опълченска дружина, на 12 юни 1877 г. преведен в IV рота, уволнен на 1 юли 1878 г.,[43] към 1918 г. живее в София,[44] от 1 януари 1923 година се изселва в Кралството на сърби, хървати и словенци, в същата година е обявен за почетен гражданин на Габрово[43]
- Йосиф Петров, постъпил в I рота на I опълченска дружина на 28 април 1877 година, преведен в IV рота на 12 юни 1877 година, произведен ефрейтор, уволнен на 27 юни 1878 година,[45] умрял преди 1918 г. в Америка[44]
- Кузман Цветков, I опълченска дружина, умрял преди 1918 г.[44]
- Никола Симов, постъпил на 11 май 1877 г. в I опълченска дружина, IV рота,[46] умрял преди 1918 г.[44]
- Христо Аврамов, IV опълченска дружина, умрял преди 1918 г.[41]
- Христо Донев, на 27 май 1877 година постъпва в IV рота на I дружина, уволнен е на 1 юли 1878 година[47]

### Македоно-одрински опълченци от Тетово
- Манол Аргушев, 3-та рота на 3-та Солунска дружина, носител на орден „За храброст“ IV степен[48]

## Свързани с Тетово
- Мара Джорджевич (1916 – 2003), сръбска певица, по произход от Тетово и прекарала детството и младежките си години в града